# Кэннон, Лори
Лори Кэннон (англ. Lori Cannon, ум. 3 августа 2025) — американская активистка по борьбе со СПИДом, проживавшая в Чикаго. Она была волонтёром в Chicago House and Social Service Agency, некоммерческой организации, предоставляющей жильё и хоспис во время кризиса СПИДа. Затем она работала с проектом NAMES Project AIDS Memorial Quilt для жертв СПИДа, помогая основать его отделение в Чикаго. Она принимала участие в установке мемориала в Чикаго в 1988, 1990 и 1994 годах, координируя деятельность СМИ и связей с общественностью.
Кэннон родилась в Рейвенсвуде, Чикаго, в 1951 году. В 1988 году она стала соучредителем Open Hand Chicago вместе с другими активистами Джеймсом Кэпплменом, Грегом Харрисом и Томом Танни. Open Hand Chicago начиналась как служба доставки еды для людей с ВИЧ/СПИДом. Позже она превратилась в продовольственный пункт. В 2011 году она стала частью Heartland Alliance, а затем стала называться Vital Bridges Food Program. В том же году Кэннон участвовала в создании ACT UP Chicago.
В 1994 году Кэннон была включена в Чикагский Зал славы ЛГБТ как «Друг сообщества». Она умерла 3 августа 2025 года в возрасте 74 лет.